# Raphaël Carbou
Pas d'image ? Cliquez ici

a Compétitions nationales et continentales officielles uniquement.

b Matchs officiels uniquement.
Dernière mise à jour le 18 avril 2025.
Raphaël Carbou, né le 6 septembre 1992 à Narbonne dans l'Aude, est un joueur français de rugby à XV qui évolue au poste de talonneur.

## Biographie
Originaire de Narbonne, Raphaël Carbou commence le rugby à l'Union Sigean-Port-la-Nouvelle puis au RC Narbonne.
Il est ensuite formé à l'USA Perpignan, club avec lequel il remporte le Championnat de France de Pro D2 en 2018.
Il est sélectionné avec les Baby Barbarians, qui regroupe les meilleurs joueurs français de Pro D2, pour affronter la Géorgie en mai 2018. Dans un match très serré de bout en bout, les Baby Babaas s'inlinent 16 à 15 à Tbilissi.
Non conservé par Perpignan en 2020, il rejoint alors l'US Carcassonne,. En mars 2025, après cinq saisons à Carcassonne, il annonce qu'il met un terme à sa carrière de joueur à la fin de l'exercice en cours. 

## Palmarès

### En club
- Vainqueur du Championnat de France de 2e division en 2018 avec l'USA Perpignan.